# Zhang Gao
Zhang Gao (chinois : 張鎬, mort en 764, nom de courtoisie Congzhou (從周), titré duc de Pingyuan (平原公), est un fonctionnaire de la dynastie chinoise Tang, qui occupe le poste de chancelier pendant le règne de l'empereur Tang Suzong. Il est connu pour ses suggestions brutales, qui finissent par conduire à son renvoi de son poste de chancelier. 

## Biographie

### Jeunesse
On ne connait pas la date de naissance de Zhang Gao, mais on sait que sa famille est originaire de la préfecture de Bo (博 州, ce qui correspond à peu près à l'actuelle ville de Liaocheng, au Shandong. Son arrière-grand-père, Zhang Shanjian (張善見), son grand-père, Zhang Wuding (張武定), et son père, Zhang Zhigu (張知古), ont tous été des fonctionnaires préfectoraux. Selon les descriptions que les sources chinoises qui nous sont parvenues font de lui, Zhang Gao est quelqu'un de beau et ambitieux, parlant souvent des affaires de l'armée et de l'État. Il aurait étudié les classiques confucéens, mais se consacre également à la pêche et à la chasse. Dans sa jeunesse, il est un élève de Wu Jing (吳兢), un fonctionnaire-érudit de la dynastie Tang. Il impressionne assez son maître pour que ce dernier le respecte. Plus tard, Zhang Gao se rend à Chang'an, la capitale des Tang, où il vit seul dans une chambre, sans rechercher la compagnie des autres. Malgré cette tendance à la solitude, il aime boire et jouer du guqin. Si des personnes en vue l'invitent à des fêtes, il y va dans le seul but de se saouler,. 
Vers la fin de l’ère Tianbao (742-756) du règne de l'empereur Tang Xuanzong, le chancelier Yang Guozhong cherche à intégrer des hommes talentueux a son personnel. Il convoque Zhang et, après l'avoir rencontré, lui recommande de devenir un Zuo Shiyi (左拾遺), soit un fonctionnaire de bas niveau du Bureau des Examens du gouvernement (門下省, ménxià shěng). En 755, le général An Lushan se révolte, puis fonde son propre État, le Yan, en 756. Dès lors, Yang consulte souvent Zhang sur des questions militaires. C'est d’ailleurs sur les recommandations de Zhang et d'un autre consultant, Xiao Xin (蕭昕), que Yang nomme général un autre haut fonctionnaire, Lai Tian (來瑱). Ce dernier remporte quelques victoires contre les troupes du Yan. À l'été 756, les forces Yan se rapprochent de Chang'an, forçant l'empereur Xuanzong à fuir vers Chengdu. Zhang suit l'empereur dans son exil au Sichuan.

## Pendant le règne de l'empereur Suzong
Cependant, Li Heng, le fils de l'empereur Xuanzong et prince héritier, ne suit pas son père et s’enfuit à Lingwu, où il est déclaré empereur, sous le nom de Tang Suzong. Lorsque la nouvelle parvient à l'empereur Xuanzong, il reconnaît son fils comme empereur légitime et prend le titre de Taishang Huang, ce qui signifie "Empereur retiré". Il envoie un certain nombre de fonctionnaires, dont Zhang Gao, aider l'empereur Suzong. C'est en 757 que Zhang arrive à la Cour Impériale de fortune de l'empereur Suzong, située à Fengxiang (鳳翔), ce qui correspond actuellement à la ville de Baoji, au Shaanxi. Rapidement, l'empereur Suzong est impressionné par les suggestions de Zhang, et il le nomme Jianyi Daifu (諫議大夫), ce qui correspond à un poste de consultant du Bureau des Examens. Il est rapidement promu en tant que Zhongshu Shilang (中書侍郎), soit chef adjoint du Bureau Législatif (中書省, zhōngshū shěng) et il reçoit le titre de Tong Zhongshu Menxia Pingzhangshi (同中書門下平章事), ce qui fait de lui un chancelier de facto. Lorsque Zhang accède à ce poste, l'empereur Suzong a réuni autour de lui plusieurs centaines de moines bouddhistes, auxquels il fait réciter les sutras jour et nuit, dans l'espoir d'attirer la faveur divine. Du coup, les voix des moines résonnent en permanence à l'intérieur et à l'extérieur du palais impérial improvisé. Voulant mettre fin à cette pratique, Zhang va voir l'empereur Suzong et lui tient le discours suivant : 

« Un empereur ne peut réprimer une rébellion et calmer son peuple qu'en améliorant ses vertus. On ne peut pas pacifier le royaume en donnant simplement de la nourriture aux moines. »

L'empereur Suzong aurait approuvé les paroles de Zhang, mais les sources historiques chinoises n'indiquent pas si les prières ont cessé.  
Très vite, l'empereur Suzong se met à penser que Zhang est brillant à la fois en matière civile et militaire. En conséquence, il nomme rapidement Zhang gouverneur militaire ( jiedushi ) du circuit du Henan (河南), ce qui correspond, grosso modo, aux actuelles provinces du Henan et du Shandong. Zhang devient donc le commandant des troupes de la région à la place de Helan Jinming (賀蘭進明). Zhang sait qu'à ce moment-là, le général Zhang Xun et la ville qu'il défend, Suiyang, subissent un siège particulièrement long et difficile. Pour venir en aide aux assiégés, il essaye de faire marcher ses troupes au double de la vitesse normale et ordonne aux généraux de la région de se rendre à Suiyang pour essayer de venir en aide à Xun. Mais malgré tous ses efforts, au moment où il arrive sur les lieux, Suiyang est déjà tombé et Zhang Xun exécuté par Yin Ziqi (尹子奇), un des généraux du Yan. Furieux, Zhang Gao convoque Luqiu Xiao (閭丘曉), l'un des généraux qui a désobéi à ses ordres et qui a refusé d'essayer de sauver Suiyang, et le fait exécuter à coups de bâtons. Par la suite, une armée composée de soldats Tang et de leurs alliés Ouïgour réussit à reprendre Luoyang, la capitale orientale des Tang. Cette même armée avait déjà repris Chang'an plus tôt. Après cette victoire, Zhang et cinq gouverneurs militaires sous son commandement, à savoir Lu Jiong (魯炅), Lai Tian, Li Zhi (李祇) le prince de Wu, Li Siye et Li Huan (李奐), reprennent le contrôle des commanderies de toute la région du Henan et du Hedong (河東), ce qui correspond à peu près à l'actuelle province du Shanxi. Seules deux commanderies, où les généraux Yan Neng Yuanhao (能元皓) et Gao Xiuyan (高秀巖) réussissent à repousser les attaques des Tang, lui échappent. Pour le récompenser, Suzong donne à Zhang le titre de duc de Nanyang. 
Pendant ce temps, les forces Tang assiègent An Qingxu, le fils et le successeur d'An Lushan, à Yecheng. Dans le même temps, Shi Siming, le dernier général encore fidèle aux Yan, fait sa soumission aux Tang et leur livre Fanyang (范陽), une ville dont le site est actuellement englobé dans la métropole de Pékin. Dès lors, la Chine semble sur le point de connaitre à nouveau la paix. Cependant, Zhang se méfie de Shi et pense qu'il ne fait que gagner du temps avant de se rebeller à nouveau. Il conseille donc à l'empereur Suzong de faire preuve d'une extrême prudence à l'égard de Shi. Il se méfie également d'un autre général, Xu Shuji (許叔冀) et suggère à l'empereur Suzong de le rappeler à la capitale. Cependant, l'empereur Suzong préfère faire confiance aux rapports des eunuques qu'il a envoyé rencontrer Shi et Xu, et qui déclarent que les deux généraux sont dignes de confiance. C'est ainsi qu'au printemps 758, l'empereur Suzong démet Zhang de ses fonctions de chancelier et de gouverneur militaire, avant de l'envoyer défendre la préfecture de Jing (荊州), ce qui correspond à peu près à l'actuelle ville de Jingzhou, au Hubei. Cependant, la suite des événements donne rapidement raison à Zhang, car Shi se rebelle rapidement et réussit à rallier Xu à sa cause après lui avoir infligé quelques défaites. Zhang est rapidement rappelé à la Cour pour faire partie du personnel au service de Li Yu, le prince héritier de l'empereur Suzong, et occuper le poste de Zuo Sanqi Changshi (左散騎常侍), soit conseiller de haut niveau du Bureau des Examens. En 761, un complot visant à faire monter sur le trône Li Zhen (李珍) le prince de Qi et cousin de l'empereur Suzong, est découvert. Or, Zhang ayant acheté un manoir à Zhen, il est considéré comme étant un associé et complice du prince de Qi. L'empereur Suzong décide donc de l'exiler dans la préfecture de Chen (辰州), ce qui correspond à peu près à l'actuelle ville de Huaihua, dans le Hunan, pour y prendre un poste d'officier de recensement.

## Pendant le règne de l'empereur Daizong
L'empereur Suzong décède en 762, et Li Yu lui succède, devenant l'empereur Tang Daizong. Le nouvel empereur gracie de nombreux fonctionnaires qui avaient été punis pendant le règne de son père, et nomme Zhang Gao préfet de la préfecture de Fu (撫州), ce qui correspond à l'actuelle ville de Fuzhou, dans la province du Jiangxi. Très vite, il nomme Zhang préfet de la préfecture de Hong (洪州), ce qui correspond à peu près à l'actuelle ville de Nanchang, toujours dans le Jiangxi. Il en fait également le commandant des troupes des sept préfectures situées autour de celle de Hong. Enfin, il lui décerne le titre de duc de Pingyuan. Alors qu'il est en poste à Hong, il doit faire face à une révolte paysanne dirigée par Yuan Chao (袁晁). Prenant personnellement le commandement de ses troupes, il marche sur Shangrao (上饒) (Jiangxi) où il vainc les troupes de Yuan, tuant plusieurs milliers de rebelles. Il élimine également deux autres troupes de paysans révoltés, dirigées respectivement par Yang Zhao (楊 昭) et Shen Qianzai (沈千載). Zhang est ensuite nommé gouverneur (觀察使, Guanchashi) du circuit ouest de Jiangnan (江南西道), ce qui correspond à peu près à l'actuelle province du Jiangxi. Il meurt en 764. 
Selon les sources historiques chinoises, malgré l'ascension fulgurante de Zhang, qui devient chancelier trois ans après être entré dans l'administration impériale, il était respecté pour son honnêteté et son humilité, ainsi que sa volonté de s'ouvrir à ses subordonnés et sa bonne perspicacité. Par conséquent, malgré son manque d'ancienneté, il était autant respecté que n'importe quel autre haut fonctionnaire. 